# کینزهم
کینزهم (به انگلیسی: Kinsham) یک روستا و محله مدنی در بریتانیا است که در هرفوردشر واقع شده‌است. کینزهم ۷۱ نفر جمعیت دارد.